# Сагламер, Гюльсюн
Гюльсюн Сагламер  (тур. Gülsün Sağlamer; род. 1945, Трабзон) — турецкий академик.
Гюльсюн Сагламер родилась в 1945 году в турецком городе Трабзон. После завершения своего начального и среднего образования в родном городе она обучалась в Школе архитектуры в Стамбульском техническом университете (ITU), получив степень магистра. Свои исследования в качестве докторанта Сагламер проводила в Центре Мартина на кафедре архитектуры Кембриджского университета (Великобритания) в 1975—1976 годах.
Затем Гюльсюн Сагламер вернулась в Стамбул. В 1978 году она стала ассоциированным профессором, а в 1988 году — профессором, работая в Стамбульском техническом университете. В 1993—1995 годах Сагламер была приглашённым профессором в Университете Квинс в Белфасте (Северная Ирландия).
Гюльсюн Сагламер была избрана ректором Стамбульского технического университета и занимала эту должность с 1996 по 2004 год. Она стала первой женщиной-ректором в Турции. Сагламер также является президентом Ассоциации европейских женщин-ректоров (англ. European Women Rectors Association). В 2005—2009 года она была избранным членом правления Ассоциации университетов Европы (EUA). Позднее она была избрана членом попечительского совета в Университете Кадир Хас и президентом совета по технологии и технопаркам в Турции. Сагламер — член редакционной коллегии журнала Open House.
Гюльсюн Сагламер — одна из трёх турецких женщин-учёных, представленных в оксфордском издании "Women Scientists: reflections Challanges and Breaking Boundries  Магдольны Харгиттаи.